# Katastrofa kolejowa w Muninie (1920)
Katastrofa kolejowa w Muninie – zderzenie pociągów przed stacją kolejową w Muninie, do którego doszło 19 maja 1920 roku.

## Opis
Rejon stacji kolejowej w Muninie w przeszłości był wielokrotnie miejscem katastrof i wypadków kolejowych. Do kolejnego zdarzenia doszło w nocy 18 na 19 maja 1920 roku. Około godziny 2:00 przepełniony pociąg pospieszny nr 10 relacji Lwów-Kraków wpadł na pociąg szybujący nr 573, który w tym czasie manewrował na linii. Lokomotywa, wóz służbowy i pięć wagonów towarowych pociągu szybującego uległy zniszczeniu. W pociągu pospiesznym zniszczeniu uległy lokomotywa, wóz służbowy i trzy wagony 3 klasy.
W akcji ratunkowej, prowadzonej jeszcze w ciemności, uczestniczyły zespoły ratownicze ze stacji Jarosław i Przemyśl.
Z wraków wydobyto 41 osób. Bilans katastrofy to 7 ofiar śmiertelnych (w tym 6 wojskowych), 10 ciężko rannych (przewiezieni do szpitala w Jarosławiu, gdzie jedna osoba zmarła) i 23 z lekkimi obrażeniami. Obaj maszyniści tuż przed czołowym zderzeniem zdołali wyskoczyć ze swoich maszyn i tym samym uniknęli śmierci.

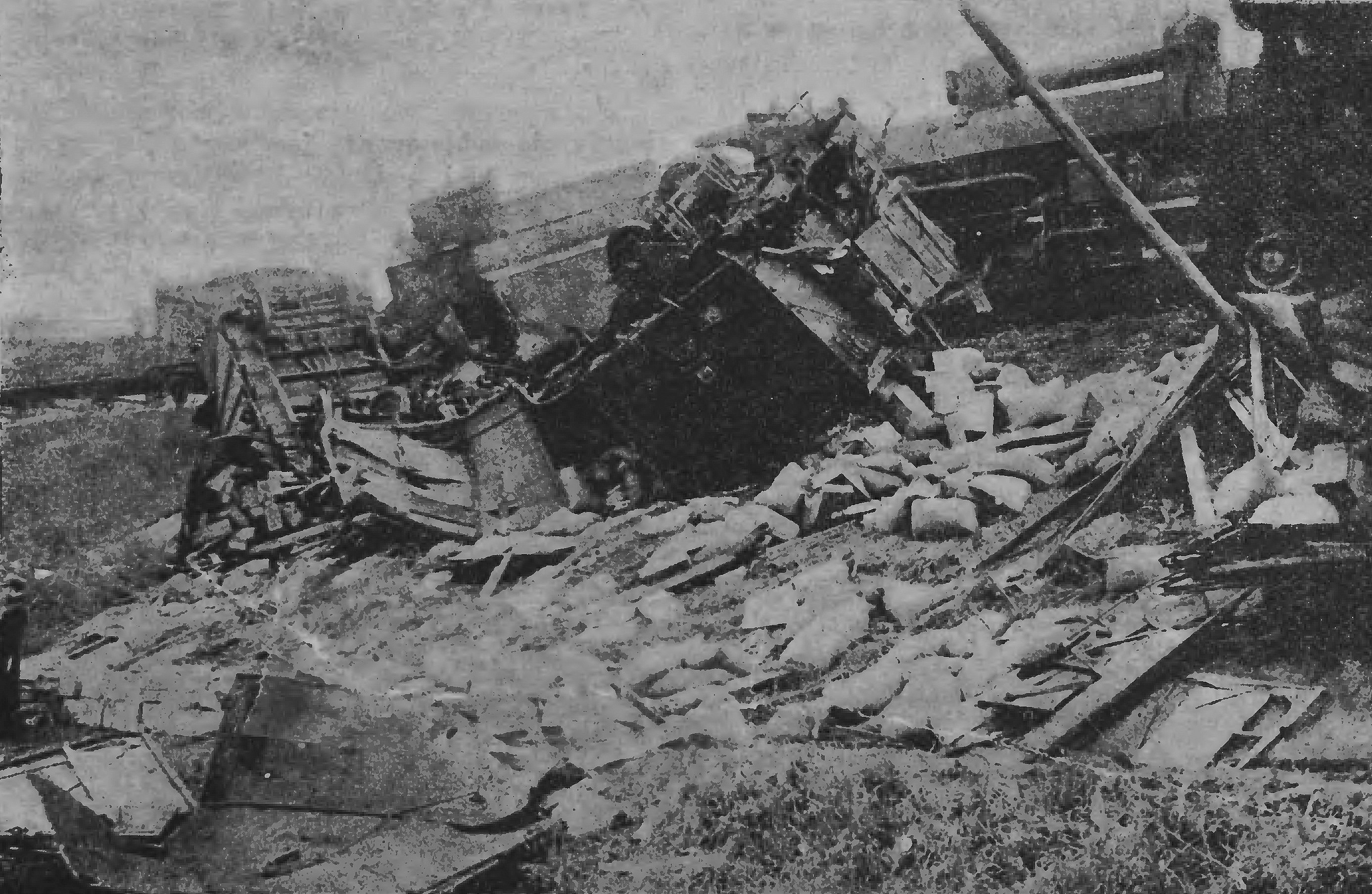
Zniszczone wagony kolejowe

W rezultacie prowadzonego dochodzenia stwierdzono, że manewrujący pociągiem szybującym wjechał na niewłaściwy tor, wskutek czego doszło do zderzenia z nadjeżdżającym pociągiem pospiesznym. Jednocześnie ustalono, że pociąg pospieszny wbrew przepisom jechał z pełną szybkością 70 km/h mimo nakazu zwolnienia.